# Santa Bárbara (Huehuetenango)
Santa Bárbara est une ville du Guatemala dans le département de Huehuetenango.